# Прапор Городоцького району (Хмельницька область)
Пра́пор Городо́цького райо́ну — офіційний символ Городоцького району Хмельницької області України, затверджений 25 лютого 2007 року рішенням № 12-10/2007 сесії Городоцької районної ради.

## Опис
Прямокутне полотнище (співвідношення сторін 2:3) зеленого кольору з жовтою облямівкою. По краях розміщено дві вертикальні білі смуги. У центрі прапора вміщено герб району.